# Campagna T-Rex

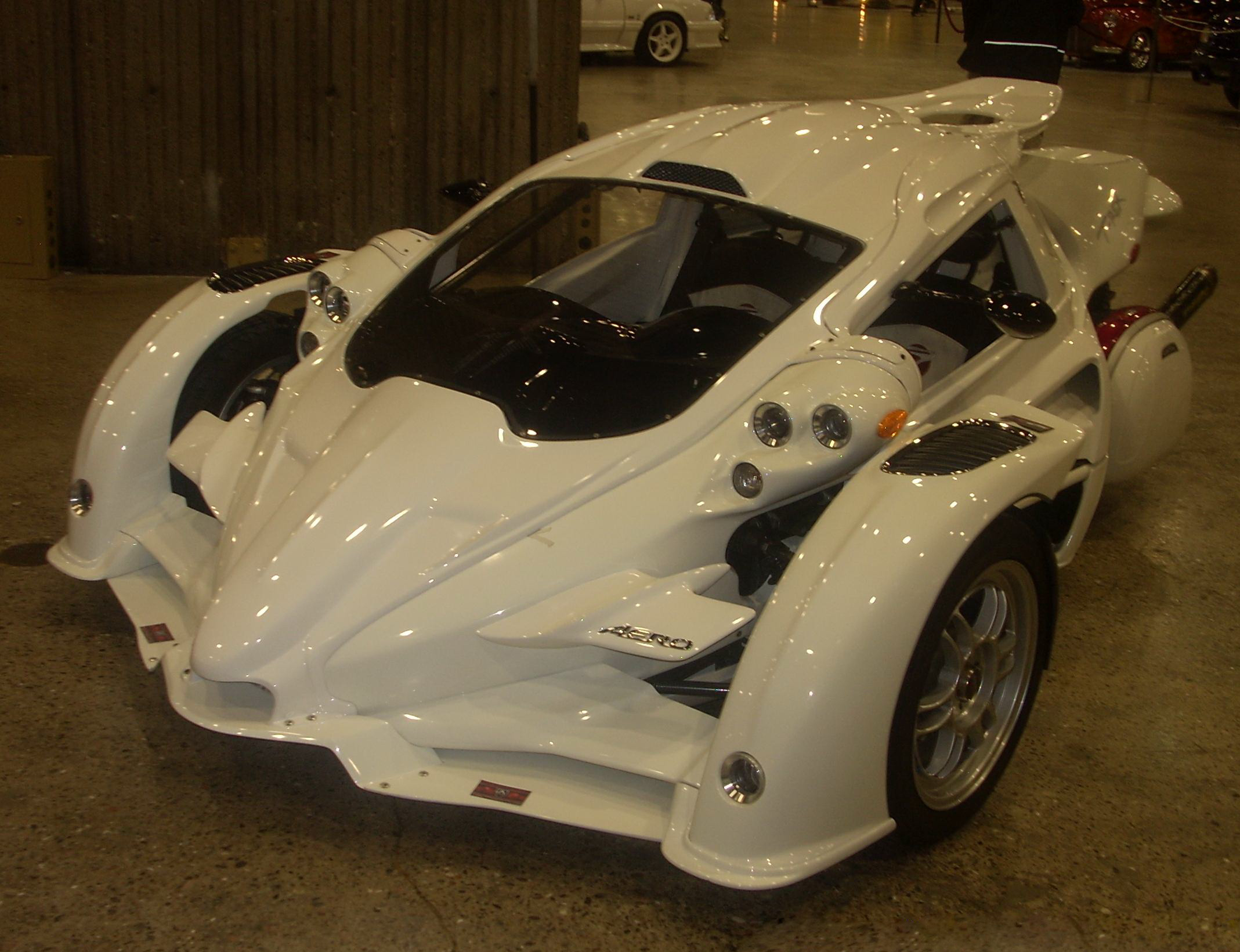
Campagna T-Rex.

De Campagna T-Rex is een gemotoriseerde driewieler, die gebouwd wordt door Campagna Corporation uit Quebec, Canada. Het voertuig heeft twee wielen aan de voorkant en een wiel aan de achterkant. Het voertuig is in productie sinds 1996.
Het huidige model, de 16S, heeft een 1649cc 6-cilinder motorblok van BMW.